# .mm
.mm este un domeniu de internet de nivel superior, pentru Myanmar (ccTLD).